# Relais (athlétisme)
Pour les articles homonymes, voir Relais.

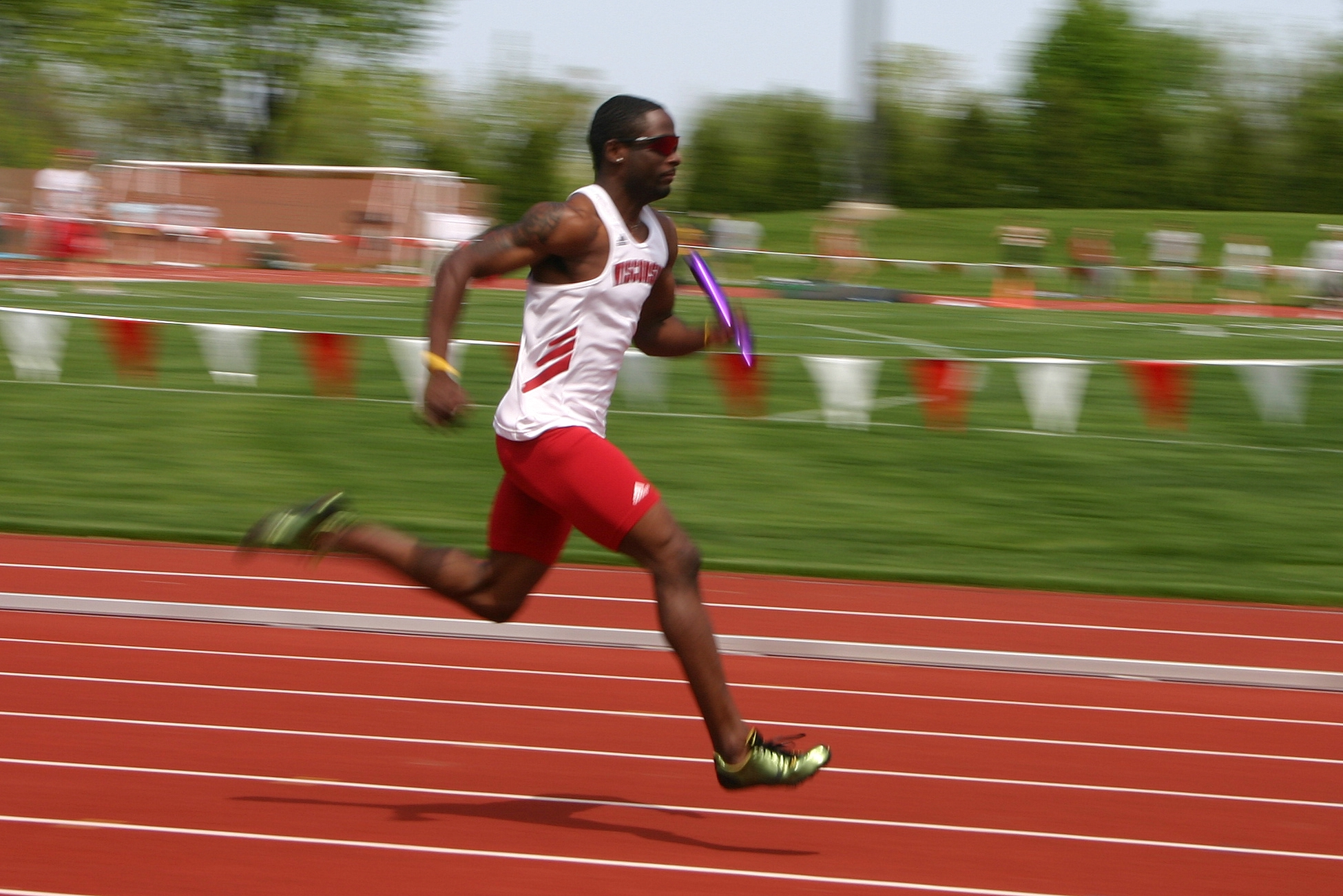
Un coureur de relais.

En athlétisme, le relais est une course à pied pratiquée sur piste et par équipes, chaque membre parcourant une fraction du circuit avant de permettre au coéquipier de s'élancer à son tour en transmettant un témoin, à moins qu'il soit le dernier à courir et coupe la ligne d'arrivée.
Les épreuves de relais clôturent souvent les compétitions en regroupant les performances individuelles pour un enjeu collectif, avec des bénéfices possibles pour l'esprit d'équipe d'un club ou d'une équipe.

## Différents relais
- Relais 4 × 100 mètres (athlétisme)
- Relais 4 × 200 mètres (athlétisme)
- Relais 4 × 400 mètres (athlétisme)
- Relais 4 × 800 mètres (athlétisme)
- Relais 4 × 1 500 mètres (athlétisme)
- Relais 2 × 2 × 400 mètres
- Relais de haies navette
- Distance medley relay
- Ekiden

Seuls sont considérés épreuves olympiques (depuis 1912) les relais 4 × 100 m et 4 × 400 m. Pour les autres relais, sont uniquement reconnus les records du monde par l'IAAF.

## Relais disparus

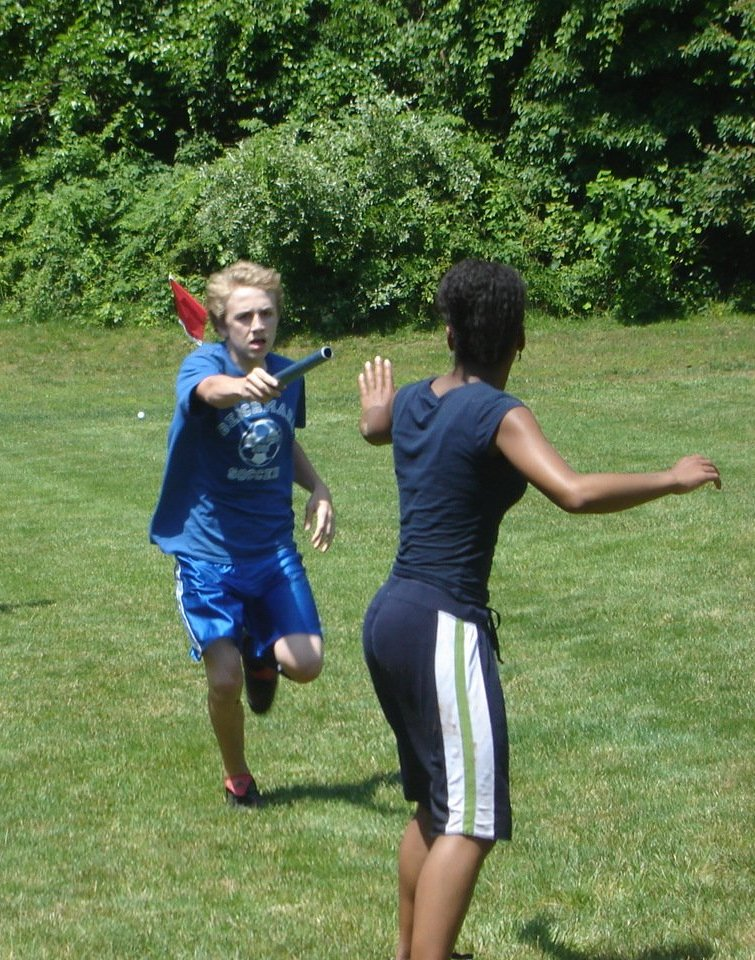
Passage de témoin.

Certains relais ont été courus par le passé puis abandonnés au niveau international, au profit d'autres distances.
Par exemple, il y a le « relais 5-4-3-2-1 », dit aussi « relais olympique » ou « relais américain ». C'était une épreuve d'athlétisme qui a eu lieu au moins une fois dans différentes compétitions internationales. Cette épreuve sur piste consistait en la succession de cinq compétiteurs qui parcouraient : 500 m, puis 400 m, puis 300 m, puis 200 m, puis enfin 100 m. La distance globale était ainsi de 1 500 m. Ils se transmettaient un témoin. Cette épreuve est cependant toujours courue par certains, notamment en sport universitaire en France.
Le « relais suédois » se court dans l’ordre : un 400 m, un 300 m, un 200 m et pour finir un 100 m. Il est surtout pratiqué avec les enfants mais a, par exemple, été concouru dans le cadre du DN Galan de Stockholm.
Le relais 4 × 60 m se court dans les catégories de jeunes ou en salle.